# Karlsruhe (kruiser)

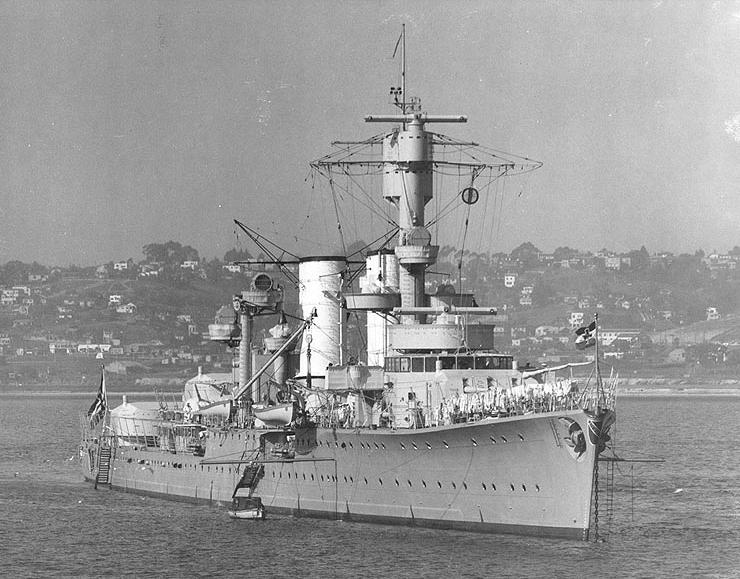
De Karlsruhe in San Diego (Californië) in 1934

De Karlsruhe was een lichte kruiser van de Duitse Kriegsmarine tijdens de Tweede Wereldoorlog. Deze lichte kruiser was van de K-klasse, waarvan de andere in die klasse de Königsberg en de Köln waren. De K-klasse waren de eerste kruisers van de Kriegsmarine die ontworpen en samengesteld werden met de nieuwste elektrische lastechnieken en uitgerust met een nieuw ontworpen geschutstoren met drie kanonnen.

## Geschiedenis
De tewaterlating gebeurde op 20 augustus 1927 en hij werd in opdracht geplaatst voor de actieve dienst op 6 november 1929. De kruiser werd eerst een opleidingsschip en reisde in 1930 naar Afrika en Zuid-Amerika. Bij thuiskomst werden diverse zwakheden in het ontwerp hersteld. In de loop van de jaren 30 voer de Karlsruhe nog een aantal overzeese opleidingstochten en diende alsook bij de Duitse vloot. Tijdens haar laatste wereldreis in 1936, werd na een zware storm in de Grote Oceaan de zwakte in haar rompplaten evident. Ze was genoodzaakt om reparaties te laten uitvoeren in San Diego, Verenigde Staten, tijdens de wereldreis.
Bij terugkomst in Duitsland medio 1936 ging ze in het dok voor meer permanente reparaties en werd de luchtafweer verbeterd. De twee luchtafweerkanonnen, met een kaliber van 88 mm, werden vervangen door drie tweeling stukken en deze werden aangesloten op een vuurleidingssysteem. In januari en februari 1937 bewaakte ze de kusten van Spanje en Portugal tijdens de Spaanse Burgeroorlog.

## Operatie Weserübung
Begin april 1940 nam de Karlsruhe deel aan de invasie van Noorwegen (Operatie Weserübung) als onderdeel van Task Force (Gruppe) 4, die troepen aan land brachten en, samen met de torpedoboten Seeadler, Greiff en Luchs, stootten ze samen door naar Kristiansand in de vroege uren van 9 april.
Tijdens haar terugkeer naar Duitsland vanuit Kristiansand, werd ze dezelfde avond door de Britse onderzeeër HMS Truant aangevallen. De twee Britse torpedo's raakten haar echter fataal en ontredderde de beide motoren en de centrales. Haar bemanning werd opgepikt door de torpedoboot Greiff. De door torpedo's kreupel en lek geslagen Karlsruhe, zonk die avond om 22:50 op 9 april 1940 in de buurt van Kristiansand op positie 58° 4′ 0″ NB, 8° 4′ 0″ OL.

## Commandant-Officieren
- Bouw begeleider - Freg.Kapt. Eugen Lindau - 10 oktober 1929 - 6 november 1929
- FK/Kapt-zur-See Eugen Lindau - 6 november 1929 tot 25 september 1931 (bevorderd KzS op 1 februari 1930).
- FK/KzS Erwin Wassner - 25 september 1931 - 8 december 1932 (bevorderd Kapt-zur-See op 1 oktober 1932).
- FK/KzS Harsdorf von Enderndorf - 8 december 1932 tot 16 september 1934 (in deze periode bevorderd tot KzS, maar precieze datum onbekend).
- KzS Günther Lütjens - 16 september 1934 tot 23 september 1935.
- FK/KzS Leopold Siemens - 23 september 1935 tot 29 september 1937 (bevorderd KzS op 1 april 1936).

## Wrak gevonden
In september 2020 heeft de Noorse netbeheerder Statnett het wrak van de Karlsruhe ontdekt. Het schip ligt rechtop op de zeebodem op zo'n 500 meter diep. De kruiser werd geïdentificeerd aan de hand van sonarbeelden. Statnett had het oorlogsschip al in 2017 opgemerkt, het ligt op 15 meter afstand van een onderzeekabel die Noorwegen en Denemarken verbindt.